# لي هيو جين
لي هيو جين (الكورية: 이효진) مواليد 22 أبريل 1994، هي لاعبة كرة يد كورية جنوبية. مثلت منتخب كوريا الجنوبية لكرة اليد للسيدات.

## سجل المنافسة
شاركت في البطولات التالية:
- بطولة العالم لكرة اليد للسيدات 2013